# Los Angeles Film Critics Association Awards/Beste Animation
Seit 1989 wird bei den Los Angeles Film Critics Association Awards die beste Animation geehrt.

## Ausgezeichnete Filme
Anmerkungen: In manchen Jahren gab es ein ex-aequo-Ergebnis und somit zwei Gewinner.
| Jahr | Preisträger                                     | Deutscher Titel                                          | Regisseur/Produzent                           |
| ---- | ----------------------------------------------- | -------------------------------------------------------- | --------------------------------------------- |
| 1989 | The Little Mermaid                              | Arielle, die Meerjungfrau                                | John Musker Ron Clements                      |
| 1990 | The Rescuers Down Under                         | Bernard und Bianca im Känguruland                        | Hendel Butoy Mike Gabriel                     |
| 1991 | Beauty and the Beast                            | Die Schöne und das Biest                                 | Gary Trousdale Kirk Wise                      |
| 1992 | Aladdin                                         | Aladdin                                                  | John Musker Ron Clements                      |
| 1993 | The Mighty River                                | Le fleuve aux grandes eaux                               | Frédéric Back                                 |
| 1994 | The Lion King                                   | Der König der Löwen                                      | Roger Allers Rob Minkoff                      |
| 1995 | Toy Story                                       | Toy Story                                                | John Lasseter                                 |
| 1996 | A Close Shave                                   | Wallace & Gromit – Unter Schafen                         | Nick Park                                     |
| 1997 | The Spirit of Christmas                         | The Spirit of Christmas                                  | Trey Parker Matt Stone                        |
| 1997 | Hercules                                        | Hercules                                                 | John Musker Ron Clements                      |
| 1998 | A Bug’s Life                                    | Das große Krabbeln                                       | John Lasseter                                 |
| 1998 | T.R.A.N.S.I.T                                   | T.R.A.N.S.I.T                                            | Piet Kroon                                    |
| 1999 | The Iron Giant                                  | Der Gigant aus dem All                                   | Brad Bird                                     |
| 2000 | Chicken Run                                     | Chicken Run – Hennen rennen                              | Peter Lord Nick Park David Sproxton           |
| 2001 | Shrek                                           | Shrek                                                    | Andrew Adamson Vicky Jenson                   |
| 2002 | Miyazaki’s Spirited Away                        | Chihiros Reise ins Zauberland                            | Hayao Miyazaki                                |
| 2003 | Les Triplettes de Belleville                    | Das große Rennen von Belleville                          | Sylvain Chomet                                |
| 2004 | The Incredibles                                 | Die Unglaublichen                                        | Brad Bird John Walker                         |
| 2005 | Wallace & Gromit: The Curse of the Were-Rabbit  | Wallace & Gromit – Auf der Jagd nach dem Riesenkaninchen | Nick Park Steve Box                           |
| 2006 | Happy Feet                                      | Happy Feet                                               | George Miller                                 |
| 2007 | Persepolis                                      | Persepolis                                               | Vincent Paronnaud Marjane Satrapi             |
| 2007 | Ratatouille                                     | Ratatouille                                              | Brad Bird Jan Pinkava                         |
| 2008 | ואלס עם באשיר (Vals im Bashir)                  | Waltz with Bashir                                        | Ari Folman                                    |
| 2009 | Fantastic Mr. Fox                               | Der fantastische Mr. Fox                                 | Wes Anderson                                  |
| 2010 | Toy Story 3                                     | Toy Story 3                                              | Lee Unkrich                                   |
| 2011 | Rango                                           | Rango                                                    | Gore Verbinski                                |
| 2012 | Frankenweenie                                   | Frankenweenie                                            | Tim Burton                                    |
| 2013 | Ernest et Célestine                             | Ernest & Célestine                                       | Stéphane Aubier Vincent Patar Benjamin Renner |
| 2014 | かぐや姫の物語 (Kaguya-hime no Monogatari)      | Die Legende der Prinzessin Kaguya                        | Isao Takahata                                 |
| 2015 | Anomalisa                                       | Anomalisa                                                | Charlie Kaufman Duke Johnson                  |
| 2016 | 君の名は。 (Kimi no Na wa.)                     | Your Name. – Gestern, heute und für immer                | Makoto Shinkai                                |
| 2017 | The Breadwinner                                 | Der Brotverdiener                                        | Nora Twomey                                   |
| 2018 | Spider-Man: Into the Spider-Verse               | Spider-Man: A New Universe                               | Bob Persichetti Peter Ramsey Rodney Rothman   |
| 2019 | J’ai perdu mon corps                            | Ich habe meinen Körper verloren                          | Jérémy Clapin                                 |
| 2020 | Wolfwalkers                                     | Wolfwalkers                                              | Tomm Moore Ross Stewart                       |
| 2021 | Flee                                            | nicht bekannt                                            | Jonas Poher Rasmussen                         |
| 2022 | Guillermo del Toros Pinocchio                   | Guillermo del Toros Pinocchio                            | Guillermo del Toro Mark Gustafson             |
| 2023 | 君たちはどう生きるか (Kimitachi wa Dō Ikiru ka) | Der Junge und der Reiher                                 | Hayao Miyazaki                                |

## Zweitplatzierte Animationsfilme
1. ↑  2006 belegte der Film Cars von John Lasseter und Joe Ranft einen zweiten Platz
2. ↑  2009 belegte der Film Oben von Pete Docter und Bob Petersen einen zweiten Platz
3. ↑  2010 belegte der Film L’Illusionniste von Sylvain Chomet einen zweiten Platz
4. ↑  2011 belegte der Film Die Abenteuer von Tim und Struppi – Das Geheimnis der Einhorn von Steven Spielberg einen zweiten Platz
5. ↑  2012 belegte der Film It’s Such a Beautiful Day von Don Hertzfeldt einen zweiten Platz
6. ↑  2013 belegte der Film Wie der Wind sich hebt von Hayao Miyazaki einen zweiten Platz
7. ↑  2014 belegte der Film The LEGO Movie von Phil Lord und Chris Miller einen zweiten Platz
8. ↑  2015 belegte der Film Alles steht Kopf von Pete Docter einen zweiten Platz
9. ↑  2016 belegte der Film Die rote Schildkröte (La Tortue rouge) von Michael Dudok de Wit einen zweiten Platz
10. ↑  2017 belegte der Film Coco – Lebendiger als das Leben! von Lee Unkrich einen zweiten Platz
11. ↑  2018 belegte der Film Die Unglaublichen 2 von Brad Bird einen zweiten Platz
12. ↑  2019 belegte der Film A Toy Story: Alles hört auf kein Kommando von Josh Cooley einen zweiten Platz
13. ↑  2020 belegte der Film Soul von Pete Docter einen zweiten Platz
14. ↑  2021 belegte der Film Belle von Mamoru Hosoda einen zweiten Platz